# سنس (آندرتیل)
سنس یا سنز (به انگلیسی: Sans) یک شخصیت خیالی است که توسط توبی فاکس برای بازی ویدئویی نقش‌آفرینی آندرتیل در سال ۲۰۱۵ خلق شد. او در ابتدا به عنوان یک ان‌پی‌سی (شخصیت غیرقابل‌بازی) با رفتاری دوستانه ظاهر می‌شود، اما بعداً اگر بازیکن تصمیم بگیرد که «مسیر قتل‌عام» را تکمیل کند و هیولاهای بازی را نابود کند، تبدیل به غول آخر بازی می‌شود. این شخصیت بر اساس فونت کمیک سنس نام‌گذاری شده‌است و برای بیشتر دیالوگ‌های او هم از این فونت استفاده می‌شود. این شخصیت به خاطر دیالوگ‌ها و باس فایتش که سخت‌ترین مبارزه در بازی در نظر گرفته می‌شود، مورد تحسین منتقدان قرار گرفت.
سنس در بازی دلتارون نیز حضور افتخاری دارد.

## تاریخچه و مشخصات

### درآندرتیل
سنس یک اسکلت است که کاپشنی آبی، شلوارکی سیاه با راه راه سفید و دمپایی سفید یا صورتی می‌پوشد. پیش از اتفاقات آندرتیل، او به همراه برادرش پاپایرس از مکانی نامعلوم به شهر اسنودین نقل مکان کرد. پس از آن، پاپایرس به عنوان نگهبان کارآموز گارد سلطنتی استخدام می‌شود و برادرش را مجبور می‌کند که در گرفتن یک انسان به او کمک کند.
نخستین حضور سنس در جنگل شهر اسنودین است. زمانی که بازیکن وارد اسنودین می‌شود، او از پشت به بازیکن نزدیک می‌شود. سنس خود را به بازیکن معرفی می‌کند. او توضیح می‌دهد که برخلاف برادرش، پاپایرس که «دیوانهٔ شکار انسان» است، علاقه‌ای به گرفتن انسان ندارد. سنس پس از اینکه به بازیکن در پنهان شدن از پاپایرس کمک می‌کند، برادرش را در بیشتر جنگل دنبال می‌کند، در مورد پازل‌های او نظر می‌دهد و حتی در بازی واژه‌یابی مشارکت می‌کند.
سنس از شیطنت و شوخی با دیگران لذت می‌برد و در طول داستان، به انجام شوخی‌هایی مانند فروش برف سرخ شده به بازیکن ادامه می‌دهد. بعداً در بازی، سنس از بازیکن دعوت می‌کند که در صورت تمایل، با او در یک رستوران غذا بخورد. در رستوران، سنس دربارهٔ زنی (توریل) در پشت در بزرگ خرابه‌ها، در اسنودین صحبت می‌کند. سنس می‌گوید که با او دوست شده است و او هم مانند سنس به بازی با کلمات علاقه دارد. سنس به بازیکن می‌گوید که به این زن قول داده است که از هر انسانی که خرابه‌ها را ترک می‌کند محافظت کند و اگر به او این قول را نمی‌داد، بازیکن «جایی که ایستاده است مرده بود». او بلافاصله پس از زدن این حرف، می‌گوید که شوخی کرده است.
سنس یک بار دیگر در «آخرین راهرو» حضور پیدا می‌کند. در آنجا، او معانی واقعی «اکس‌پی» و «لاو» را آشکار می‌کند: «اکس‌پی» مخفف «امتیازهای ویرانگری» و «لاو» مخفف «سطح خشونت» است. او بازیکن را براساس مقداری که اکس‌پی و لاو جمع کرده‌است، داوری و قضاوت می‌کند. پس از اینکه بازیکن ازگور و فلاوی را شکست دهد و زیرزمین را ترک کند، سنس با او تماس می‌گیرد تا او را از اتفاقاتی که پس از رفتنش افتاده، مطلع کند؛ سنس بسته به اقدامات بازیکن در بازی، دیالوگ‌های متفاوتی بیان می‌کند.
سنس تنها هیولایی است که از ریست کردن زمان به دست فلاوی و بازیکن مطلع است. او بارها در ریست‌های فلاوی مرگ دوستانش را دید و سعی کرد جلوی فلاوی را بگیرد؛ ولی بعدا فهمید که مهم نیست چه کاری انجام می‌دهد، در نهایت تمامی زحماتش ریست می‌شوند و کارهایش بی‌فایده می‌ماند. 
اگر بازیکن تصمیم بگیرد که تمام هیولاهای ساکن در هر منطقه را بکشد، رفتار سنس بسیار متفاوت خواهد بود. او پیش از مبارزهٔ بازیکن با پاپایرس، بازیکن را تهدید می‌کند که اگر به اقدامات خود ادامه دهد، «اوقات بدی» خواهد داشت. اگر بازیکن هشدار سنس را نادیده بگیرد و به کشتن هیولاهایی که ملاقات می‌کند ادامه دهد، در نهایت سنس با او در «آخرین راهرو» مقابله می‌کند تا از نابود شدن جهان جلوگیری کند و تبدیل به غول آخر و سخت‌ترین غول این مسیر بازی می‌شود. سنس دارای توانایی‌های فراطبیعی است و بسیار قدرتمند است، اما می‌تواند توسط بازیکن کشته شود.

### دردلتارون
سنس در دلتارون نیز به عنوان یک شخصیت غیرقابل‌بازی حضور می‌یابد. در فصل ۱، می‌توان او را در حالی که بیرون از فروشگاهش ایستاده‌است یافت. او به کریس اطلاع می‌دهد که قبلاً با مادرش، توریل آشنا شده‌است و از او می‌پرسد که آیا مایل است برای وقت گذراندن با برادرش به خانهٔ او بیاید.
در فصل ۲، بازیکن می‌تواند وارد فروشگاه سنس شود. سنس با وجود اینکه تنها کارمند فروشگاه است، به شوخی ادعا می‌کند که سرایدار است.

## ایجاد
در تیتراژ پایانی آندرتیل، ذکر شده‌است که سنس توسط توبی فاکس با الهام‌گیری از وب‌کمیک هلوتیکا، اثر جی.ان. ویدل، ساخته شده‌است. توبی فاکس اولین کانسپت آرت سنس را در یکی از دفترهای دوران کالجش کشید.
توبی فاکس آهنگ «مگالووانیا» را که در طول مبارزه با سنس پخش می‌شود، در اصل برای یک رام هک بازی ارث‌باوند برای هالووین سال ۲۰۰۹ ساخته‌بود. اگرچه این آهنگ بعداً در هوم‌استاک هم پخش شد، پس از انتشار آندرتیل محبوبیت پیدا کرد و ریمیکس‌ها و میم‌های اینترنتی بسیاری براساس آن تولید شد.

## واژه‌نامه
1. ↑  Temmie Chang
2. ↑  genocide route
3. ↑  Snowdin
4. ↑  EXP
5. ↑  LOVE
6. ↑  Execution Points
7. ↑  Level of Violence
8. ↑  Asgore
9. ↑  Last Corridor
10. ↑  Helvetica
11. ↑  J.N. Wiedle
12. ↑  Megalovania